# Парк Вере (Тбилиси)
Парк Вере (груз. ვერეს ბაღი) — городской парк Тбилиси. Находится в историческом районе города — Вера, между улицами Мераба Коставы, Нико Николадзе и набережной реки Кура.

## История
В середине XVIII века эти земли принадлежали роду Данибегашвили. Некоторое время здесь существовало кладбище, ликвидированное в начале XX века, после чего здесь был организован парк с большим количеством маленьких кафе с развлекательной программой (духанов и кафешантанов). Парк сделался популярным местом загородного отдыха жителей.
По легенде, в этом парке художник Нико Пиросмани встретил приехавшую на гастроли актрису Маргариту, их отношения стали основой сюжета для популярной впоследствии песни «Миллион алых роз».
В советское время носил имя С. М. Кирова. В 1936 году была проведена реконструкция сада по проекту архитектора Н. Цицишвили, был воздвигнут памятник С. М. Кирову (скульптор К. Мерабишвили).

## Достопримечательности

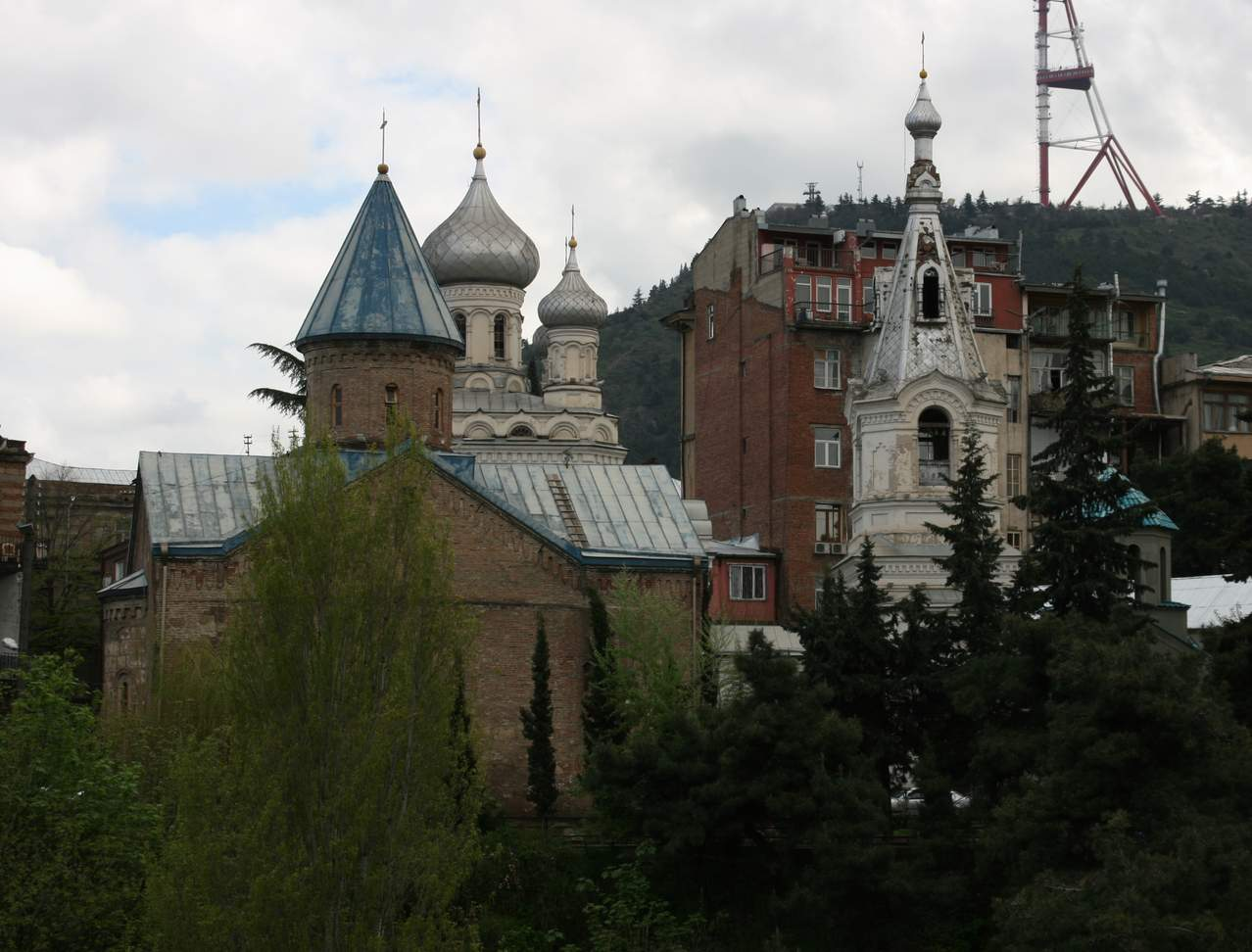
Лурджи (Синий) монастырь

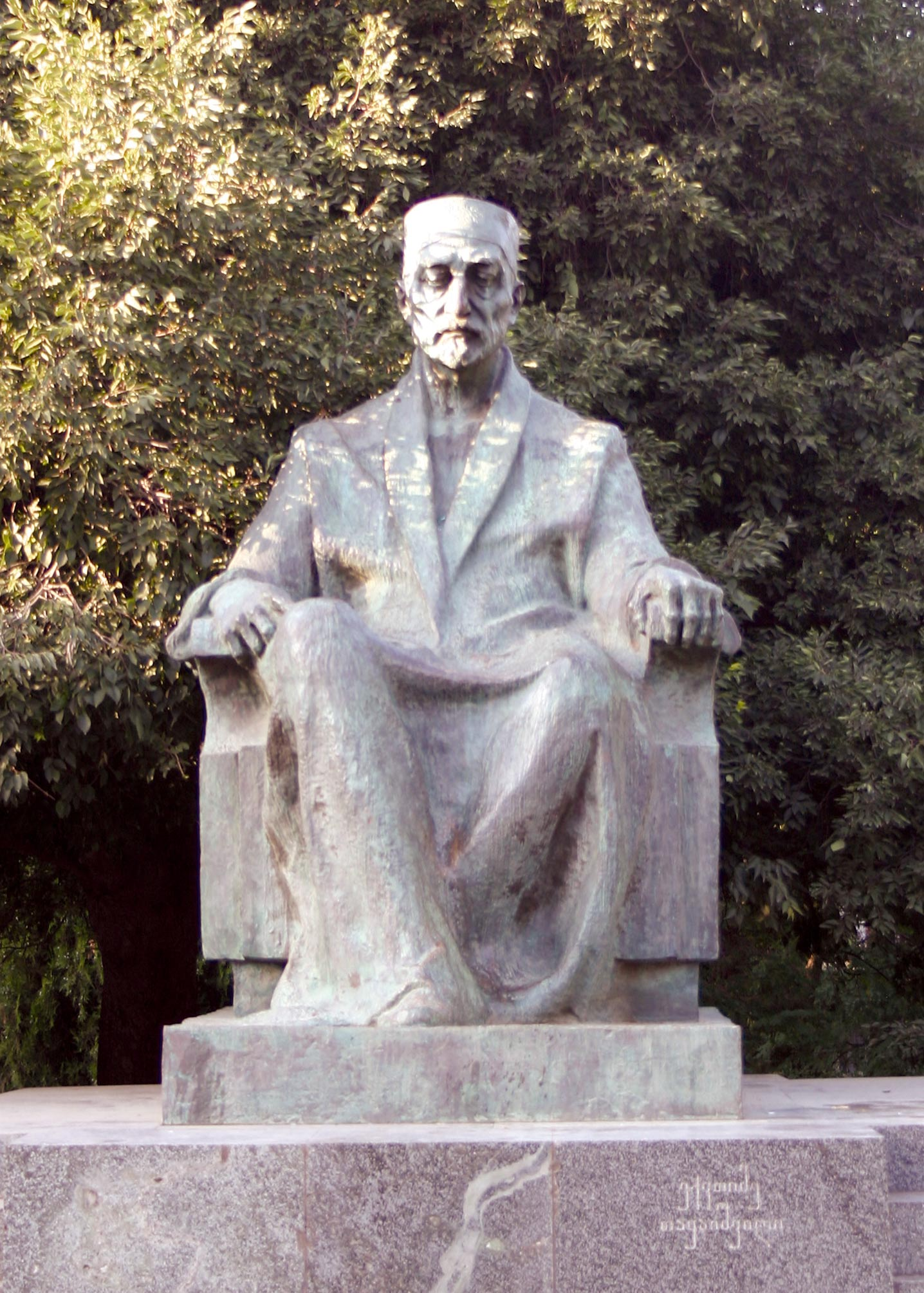
Эквтиме Такаишвили

Дворец шахмат имени Ноны Гаприндашвили (шахматно-альпинистский 1971, архитекторы В. Алекси-Месхишвили, Г. Гудушаури)
Лурджи (Синий) монастырь (главный храм — конец XII века, перестроен)
церковь Иоанна Златоуста
жилой дом по улице Николадзе (1949, архитектор А. Миминошвили — Сталинская премия)
Памятник выдающемуся деятелю грузинской культуры Эквтиме Такаишвили (1993, скульптор Б. Авалишвили, архитекторы А. Гуриан, М. Круашвили).